# Rayan Raveloson
Rayan Ny Aina Arnaldo Raveloson (* 16. Januar 1997 in Anosibe Ifanja) ist ein madagassisch-französischer Fußballspieler, der seit der Winterpause der Saison 2024/25 beim BSC Young Boys in der Super League spielt.

## Karriere

### Verein
Raveloson erlernte das Fußballspielen bei der SS Jeanne d’Arc, ehe er zum FC Tours wechselte. Am 17. Oktober 2014 (11. Spieltag) wurde er ganz spät gegen Olympique Nîmes in der Ligue 2 eingewechselt und debütierte somit für die Profimannschaft. In der Saison 2014/15 war dies jedoch sein einziger Einsatz neben einigen Einsätzen für das fünftklassige Zweitteam. Die Spielzeit 2015/16 beendete er mit sieben Ligaeinsätzen für das Profiteam. Am zwölften Spieltag der Folgesaison schoss er gegen den FC Valenciennes sein erstes Tor auf professioneller Ebene und gab bei dem 4:1-Sieg zudem eine Vorlage. Insgesamt schoss er in jener Spielzeit ein Tor und gab drei Vorlagen in 19 Ligaspielen. In der Saison 2017/18 schoss er zwei Tore in wettbewerbsübergreifend 33 Einsätzen und stand mit Tours am Ende auf dem letzten Tabellenplatz, womit das Team in die National abstieg.
Im Sommer 2018 wechselte er wieder zurück in die Ligue 2 zum ES Troyes AC. In seiner ersten Saison 2018/19 bei Troyes traf er fünfmal in 32 Spielen in der Liga und den beiden Pokalwettbewerben. In der Saison 2019/20 bestritt er 23 Ligaspiele und gab dabei zwei Vorlagen. Die Spielzeit 2020/21 beendete er mit einem Tor in 35 Ligaeinsätzen.
Im Sommer 2021 wechselte er in die USA in die MLS zu LA Galaxy. Am 5. Juli 2021 (10. Spieltag) debütierte er in der MLS für seine neue Mannschaft bei einer 0:2-Niederlage gegen Sporting Kansas City. Drei Tage später schoss er bei einem 3:1-Sieg über den FC Dallas sein erstes Tor in den Staaten. Bis zum Ende der Saison 2021 schoss er insgesamt fünf Tore in 22 Ligapartien. Bis Ende Juli der Spielzeit 2022 schoss er weitere drei Tore in erneut 22 Einsätzen in der MLS.
Daraufhin wechselte er zurück nach Frankreich in die Ligue 1 zur AJ Auxerre. Am dritten Spieltag wurde er bei einem 2:1-Sieg über den HSC Montpellier spät eingewechselt und gab somit sein Ligue-1-Debüt.

### Nationalmannschaft
Raveloson debütierte am 2. Juni 2019, nachdem er zuvor bereits bei der Nationalmannschaft im Kader gestanden war, für die madagassische A-Nationalmannschaft in einem Freundschaftsspiel gegen Luxemburg. Zwei Wochen später schoss er gegen Mauretanien in einem weiteren Freundschaftsspiel sein erstes Tor für die Nationalmannschaft.